# Rasmus Nicolaisen
Pour les articles homonymes, voir Nicolaisen.
Rasmus Nicolaisen, né le 16 mars 1997 à Aulum (en) au Danemark, est un footballeur danois qui évolue actuellement au poste de défenseur central au Toulouse FC.

## Biographie

### FC Midtjylland
Né à Aulum (en) au Danemark, Rasmus Nicolaisen est formé au FC Midtjylland. C'est avec ce club qu'il débute en professionnel, lors d'un match de Coupe du Danemark face à la modeste équipe de Kjellerup IF (en), le 7 mars 2017. Ce jour-là, il entre en jeu à la place de Kian Hansen et son équipe s'impose par trois buts à zéro. Le 16 avril 2017, Nicolaisen fait ses débuts en Superligaen face au Lyngby BK, en entrant en jeu en cours de partie une nouvelle fois à la place de Hansen. Son équipe réalise le match nul (2-2). Le 1e juin de la même année il inscrit son premier but en professionnel lors de la victoire face au Randers FC (3-0).

### Portsmouth
Le 23 septembre 2020 Rasmus Nicolaisen est prêté pour une saison à Portsmouth, club évoluant alors en League One (D3).

### Toulouse FC
Le 17 août 2021, Rasmus Nicolaisen rejoint le Toulouse FC. Il signe un contrat courant jusqu'en juin 2025,. 
Le club évolue alors en Ligue 2 lorsqu'il joue son premier match, le 13 septembre 2021 contre Le Havre. Il est titularisé ce jour-là et les deux équipes se neutralisent (1-1). Lors de cette saison 2021-2022 il participe à la montée du club en première division, le TFC étant sacré champion de France de deuxième division.
Nicolaisen inscrit son premier but en Ligue 1 le 13 août 2023, lors de la première journée de la saison 2023-2024, face au FC Nantes. Titulaire, il donne la victoire à son équipe en marquant dans le temps additionnel de la seconde période sur un service de Farès Chaïbi,.

### En sélection
Rasmus Nicolaisen compte quelques sélections avec le Danemark dans les catégories des moins de 18 ans et moins de 19 ans, toutes obtenues en 2015.

## Vie privée

### Polémique autour de jeux en ligne
Nicolaisen, amateur de jeux en ligne, est sanctionné d'une amende de 2500 livres sterling après avoir parié sur 53 matchs en mars 2021, lorsqu'il jouait à Portsmouth. Il récidive au Toulouse FC, mais éponge cette fois-ci ses dettes en empruntant 100 000 euros auprès de membres du staff et de joueurs, sans parvenir à les rembourser. Face à la menace de fronde des joueurs toulousains, la direction rembourse les dettes du joueur danois en avançant son salaire, tout en l'écartant par la même occasion.

## Palmarès

### En club
FC Midtjylland
- Champion du Danemark en 2017-2018 et 2019-2020.

 Toulouse FC
- Champion de France de Ligue 2 en 2022
- Vainqueur de la Coupe de France en 2023
- Finaliste du Trophée des champions en 2023.

### Distinctions individuelles
- Nommé dans l'équipe type de Ligue 2 aux Trophées UNFP du football 2022[14]

## Statistiques
| Saison                | Club                  | Championnat           | Championnat | Championnat | Championnat | Coupe(s) nationale(s) | Coupe(s) nationale(s) | Coupe(s) nationale(s) | Supercoupe | Supercoupe | Supercoupe | Compétition(s) continentale(s) | Compétition(s) continentale(s) | Compétition(s) continentale(s) | Compétition(s) continentale(s) | Play-offs | Play-offs | Play-offs | Total | Total | Total |
| Saison                | Club                  | Division              | M.          | B.          | P.d.        | M.                    | B.                    | P.d.                  | M.         | B.         | P.d.       | Comp.                          | M.                             | B.                             | P.d.                           | M.        | B.        | P.d.      | M.    | B.    | P.d.  |
| 2016-2017             | FC Midtjylland        | Superligaen           | 7           | 0           | 0           | 2                     | 0                     | 0                     | -          | -          | -          | -                              | -                              | -                              | -                              | 1         | 1         | 0         | 10    | 1     | 0     |
| 2017-2018             | FC Midtjylland        | Superligaen           | 2           | 0           | 0           | -                     | -                     | -                     | -          | -          | -          | -                              | -                              | -                              | -                              | -         | -         | -         | 2     | 0     | 0     |
| 2018-2019             | FC Midtjylland        | Superligaen           | 17          | 4           | 3           | 1                     | 0                     | 0                     | -          | -          | -          | C3                             | 2                              | 0                              | 0                              | -         | -         | -         | 20    | 4     | 3     |
| 2019-2020             | FC Midtjylland        | Superligaen           | 16          | 1           | 0           | 1                     | 0                     | 0                     | -          | -          | -          | C3                             | 2                              | 0                              | 0                              | -         | -         | -         | 19    | 1     | 0     |
| 2021-2022             | FC Midtjylland        | Superligaen           | 3           | 0           | 0           | -                     | -                     | -                     | -          | -          | -          | C1                             | 3                              | 0                              | 0                              | -         | -         | -         | 6     | 0     | 0     |
| Sous-total            | Sous-total            | Sous-total            | 45          | 5           | 3           | 4                     | 0                     | 0                     | 0          | 0          | 0          | -                              | 7                              | 0                              | 0                              | 1         | 1         | 0         | 57    | 6     | 3     |
| 2020-2021             | Portsmouth FC (prêt)  | League One            | 21          | 0           | 0           | 6                     | 1                     | 1                     | -          | -          | -          | -                              | -                              | -                              | -                              | -         | -         | -         | 27    | 1     | 1     |
| Sous-total            | Sous-total            | Sous-total            | 21          | 0           | 0           | 6                     | 1                     | 1                     | 0          | 0          | 0          | -                              | -                              | -                              | -                              | -         | -         | -         | 27    | 1     | 1     |
| 2021-2022             | Toulouse FC           | Ligue 2               | 32          | 4           | 2           | 4                     | 0                     | 0                     | -          | -          | -          | -                              | -                              | -                              | -                              | -         | -         | -         | 36    | 4     | 2     |
| 2022-2023             | Toulouse FC           | Ligue 1               | 34          | 0           | 2           | 5                     | 0                     | 0                     | -          | -          | -          | -                              | -                              | -                              | -                              | -         | -         | -         | 39    | 0     | 2     |
| 2023-2024             | Toulouse FC           | Ligue 1               | 33          | 2           | 0           | 1                     | 1                     | 0                     | 1          | 0          | 0          | C3                             | 8                              | 0                              | 0                              | -         | -         | -         | 43    | 3     | 0     |
| 2024-2025             | Toulouse FC           | Ligue 1               | 3           | 0           | 0           | -                     | -                     | -                     | -          | -          | -          | -                              | -                              | -                              | -                              | -         | -         | -         | 3     | 0     | 0     |
| Sous-total            | Sous-total            | Sous-total            | 102         | 6           | 4           | 10                    | 1                     | 0                     | 1          | 0          | 0          | -                              | 8                              | 0                              | -                              | -         | -         | -         | 121   | 7     | 4     |
| Total sur la carrière | Total sur la carrière | Total sur la carrière | 170         | 11          | 7           | 16                    | 2                     | 1                     | 1          | 0          | 0          | -                              | 15                             | 0                              | 0                              | 1         | 1         | 0         | 203   | 14    | 8     |